# Sập Xa
Sập Xa là một xã thuộc huyện Phù Yên, tỉnh Sơn La, Việt Nam.
Xã có diện tích 26,47 km², dân số năm 1999 là 2.333 người, mật độ dân số đạt 88 người/km².